# Steven Sessegnon
 Zeze Steven Sessegnon (Roehampton, Inglaterra, Reino Unido, 18 de mayo de 2000) es un futbolista británico que juega en la posición de defensa para el Wigan Athletic F. C. de la League One de Inglaterra. Es el hermano gemelo del también futbolista Ryan Sessegnon, y primo de Stéphane Sessègnon.

## Biografía
Empezó a formarse en las categorías inferiores del Fulham F. C., hasta que finalmente el 8 de agosto de 2017 debutó con el primer equipo en un partido de la Copa de la Liga contra el Wycombe Wanderers, partido en el que disputó la totalidad de los noventa minutos y que finalizó con un resultado de 0-2 a favor del combinado londinense.
El 7 de septiembre de 2020 fue cedido una temporada al Bristol City F. C. Volvió al Fulham tras la misma, pero no jugó ningún partido desde su regreso. Por ello, el 1 de febrero de 2022 fue prestado al Plymouth Argyle F. C. para lo que quedaba de campaña. De cara a la siguiente fue el Charlton Athletic F. C. quien consiguió su cesión. Una vez esta finalizó quedó libre al expirar su contrato y en agosto fichó por el Wigan Athletic F. C.

## Clubes
| Club                             | País       | Año       | Partidos | Goles |
| -------------------------------- | ---------- | --------- | -------- | ----- |
| Fulham F. C.                     | Inglaterra | 2017-2020 | 19       | 0     |
| Bristol City F. C. (cedido)      | Inglaterra | 2020-2021 | 18       | 0     |
| Fulham F. C.                     | Inglaterra | 2021-2022 | 0        | 0     |
| Plymouth Argyle F. C. (cedido)   | Inglaterra | 2022      | 10       | 0     |
| Charlton Athletic F. C. (cedido) | Inglaterra | 2022-2023 | 38       | 1     |
| Wigan Athletic F. C.             | Inglaterra | 2023-     | 44       | 1     |